# Good Morning Osvaldo
Good Morning Osvaldo è una miniserie televisiva d'animazione incentrata sulla figura di Osvaldo, personaggio animato bidimensionale nato nel 1988 dalla fantasia di alcuni autori televisivi emiliani: Daniele Panebarco per i disegni, Piero Sermasi e Loriana Casadio per sceneggiatura e testi, Daniele Patelli per la regia televisiva.
Basandosi su animazioni semplici e per l'epoca rivoluzionarie (il prodotto era girato direttamente in video senza l'ausilio di animazioni elettroniche e di computer grafica) e sceneggiature chiare e didattiche, il personaggio Osvaldo è stato forse il prodotto televisivo antesignano per miniserie televisiva di durata estremamente ridotta: 3 minuti a puntata.
Il progetto, acquisito da Rai Uno per la trasmissione Unomattina, prevedeva la realizzazione e la produzione di venti puntate de: La storia dell'agricoltura (dalle origini ai giorni nostri), La storia della musica, La storia dello sport e La storia della scienza e della tecnica.
Osvaldo, testimonial simpatico e colorato, accompagnava il telespettatore in un viaggio fantastico che iniziava dall'uomo preistorico alla musica di Mozart, dall'invenzione della lampadina alla Coppa del mondo di calcio per un totale complessivo di 80 puntate da 3 minuti cadauna.
La scommessa di mandare in onda programmi didattici alle 7:30 del mattino, fu vinta in pieno regalando alla miniserie televisiva e alla trasmissione Unomattina, un successo di audience e di critica insperato tanto che la Rai, coinvolta dalla casa editrice di sua proprietà Nuova ERI, diede vita ad una fra le prime co-produzioni multimediali del settore: appunto, Good morning Osvaldo.
Osvaldo, nel 1990, diventa quindi anche teacher di un corso basic di lingua inglese per un totale di 60 puntate, sempre da tre minuti cadauna, per la messa in onda televisiva.
Si trasforma anche, contemporaneamente alla messa in onda televisiva, in un prodotto multimediale composto da 12 UNIT distribuite in edicola su tutto il territorio italiano. Ogni UNIT comprendeva dispense (cartaceo), VHS (home video) per la reiterazione casalinga di alcuni contenuti, audiocassette, giochi interattivi, canzoni, un primissimo video-audio-dizionario, e La storia dello sport e La storia della tecnologia.
L'anno successivo, anche la Arnoldo Mondadori Editore si interessava alla produzione e inseriva Good morning Osvaldo nei suoi cataloghi dedicati alle opere didattiche per bambini in un unico prodotto, con la possibilità di pagare a rate.